# 科特法塔
科特法塔（Kot Fatta），是印度旁遮普邦珀丁达县的一个城镇。总人口6493（2001年）。

## 人口
该地2001年总人口6493人，其中男性3427人，女性3066人；0—6岁人口882人，其中男480人，女402人；识字率51.24%，其中男性为57.57%，女性为44.16%。